# وارنتون، شهرستان گیبسون، ایندیانا
وارنتون (به انگلیسی: Warrenton) یک منطقهٔ مسکونی در ایالات متحده آمریکا است که در شهرستان گیبسون، ایندیانا واقع شده‌است. وارنتون ۱۴۶٫۹۲ متر بالاتر از سطح دریا واقع شده‌است.